# Olympe (album)
Pour les articles homonymes, voir Olympe.
Albums de Olympe
Rien qu'un homme
(2011) Une vie par jour
(2014)
Singles
1. Zombie
Sortie : 24 juin 2013

Olympe est un album d'Olympe sorti le 22 juillet 2013.

## Histoire
Cet album est le premier que l’interprète enregistre depuis qu'il se fait appeler Olympe.
Intitulé Rien qu'un homme, le tout premier album du chanteur sort en 2010. Celui-ci se fait alors appeler « Joffrey B »,.
À la suite de la deuxième saison de The Voice, la plus belle voix à laquelle il participe, Olympe signe un contrat avec le label discographique Mercury qui prévoit la sortie de deux albums. Le 22 juillet 2013, il sort un premier album éponyme composé de reprises qu'il avait interprété durant l'émission télévisée réenregistrées avec de nouveaux arrangements ainsi que le titre inédit Merci. L'album s'écoule à 11 390 copies en première semaine et se classe no 1 des ventes digitales et physiques en France dans le classement hors compilations,,.

## Liste des titres
L'album contient les titres suivants, :
| 1.    | Born to Die            | Elizabeth Grant, Justin Parker                 | Lana Del Rey    | 4:19 |
| 2.    | Hometown Glory         | Adele Adkins                                   | Adele           | 3:36 |
| 3.    | Zombie                 | Dolores O'Riordan                              | The Cranberries | 3:19 |
| 4.    | Désenchantée           | Mylène Farmer, Laurent Boutonnat               | Mylène Farmer   | 4:36 |
| 5.    | Frozen                 | Madonna, Patrick Leonard                       | Madonna         | 4:44 |
| 6.    | Si maman si            | Michel Berger                                  | France Gall     | 3:11 |
| 7.    | I Will Always Love You | Dolly Parton                                   | Dolly Parton    | 4:29 |
| 8.    | Merci (inédit)         | Lionel Florence, Davide Esposito, Rémi Lacroix | -               | 3:52 |
| 32:03 |                        |                                                |                 |      |

## Classements
| Pays          | Meilleure position | Vente                   | Certification       |
| ------------- | ------------------ | ----------------------- | ------------------- |
| Belgique (Fr) | 7                  |                         | —                   |
| Belgique (Vl) | 139                |                         | —                   |
| France (SNEP) | 2                  | 51 000[réf. nécessaire] | Or[réf. nécessaire] |
| Suisse        | 60                 |                         | —                   |

## Historique de sortie
| Pays     | Date            | Label              | Format             | Catalogue  |
| -------- | --------------- | ------------------ | ------------------ | ---------- |
| France   | 22 juillet 2013 | Mercury, Universal | CD, téléchargement | B00E271PBA |
| Belgique | 22 juillet 2013 | Mercury, Universal | CD, téléchargement | B00E271PBA |
| Suisse   | 22 juillet 2013 | Mercury, Universal | CD, téléchargement | B00E271PBA |

## Single
| Année | Titre  | Classements |
| Année | Titre  | Fr          |
| ----- | ------ | ----------- |
| 2013  | Zombie | 75          |

## Autres titres classés
| Année | Titre          | Classements | Classements |
| Année | Titre          | BEL (WAL)   | Fr          |
| ----- | -------------- | ----------- | ----------- |
| 2013  | Born to Die    | 21          | 9           |
| 2013  | Frozen         | —           | 72          |
| 2013  | Hometown Glory | —           | 191         |
| 2013  | Désenchantée   | —           | 91          |
| 2013  | Si maman si    | —           | 165         |